# Splittergraben
Ein Splittergraben, auch Deckungsgraben (im Sinne der Luftschutz-Bauvorschriften) oder Splitterschutzgraben genannt, ist ein Luftschutzbauwerk, das Schutz vor Trümmern, Splittern und Gaseinwirkung bieten sollte. Ein Deckungsgraben kann zwar unter günstigen Bedingungen gegen verschiedene Bomben sicher sein, aber nie die Sicherheit eines echten Luftschutzbunkers erreichen. Deckungsgräben (DG) wurden grundsätzlich ohne bombensichere Fundamente geplant und gebaut, dadurch können diese in relativ kurzer Zeit fertiggestellt werden.
Die Geschichte und Entwicklung von Deckungsgräben begann mit der Erfahrung des Ersten Weltkriegs, als von Flugzeugen auch Explosivstoffe und Gase abgeworfen wurden.
Die Konstruktion und der Bau von Luftschutz-Deckungsgräben erfolgte in zahlreichen Varianten, wobei die Decke meistens aus Beton besteht. Zu diesen Varianten gehören Kleindeckungsgräben (KDG) für ca. 25 bis 50 Personen, Splittergräben (SG) oder Splitterschutzgräben als direkte Weiterentwicklung von Schützengräben sowie Deckungslöcher, die ungefähr fünf Personen gegen Tieffliegerbeschuss schützen sollten.
Der Begriff Deckungsgraben bezeichnet die Grundbauform und Herstellung: Deckung durch einen bzw. in einem Graben. Die Bauweisen waren halb in den Boden eingelassene Deckungsgräben in der Bauart halbrunder Decken (Vollbogen außen) und in den Boden eingelassene „Räume“ mit geraden Decken. Aus Tarnungsgründen sollten die Deckungsgräben unter Beachtung der Höchstgrenze mit maximal einem Meter Überdeckung begrünt werden. Teilweise wurden Deckungsgräben nachträglich verstärkt. Diese Maßnahmen erfolgten durch das Aufsetzen einer Betonhaube.
Ein Deckungsgraben kann komplett unter der Geländeoberkante mit maximal einem Meter Überdeckung oder nur halb in den Boden eingebaut sein. Deckungsgräben haben mindestens zwei Zugänge bzw. zusätzlich zu dem Zugang mindestens noch einen Notausstieg.
Nach dem Zweiten Weltkrieg dienten die Gräben auch für Notunterkünfte. So begann man ab Oktober 1947 in Bochum mit dem Umbau von Luftschutz-Deckungsgräben zu Behelfswohnungen, um dringend benötigten Wohnraum für Flüchtlinge zu schaffen. Durch das Einsetzen von Zwischenwänden ließen sich, je nach Größe, 1 bis 2 Drei-Zimmer-Wohnungen herrichten.

## Bildergalerie

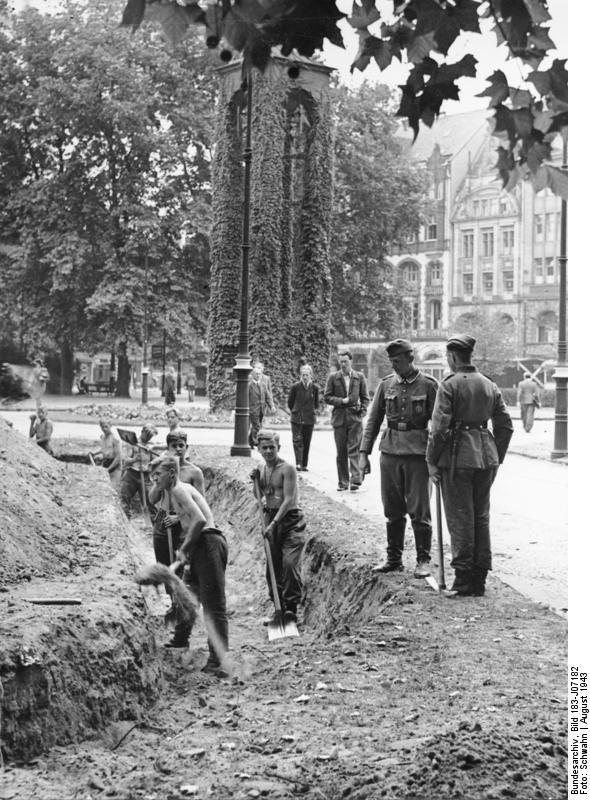
Bau von Splitterschutz-gräben in Berlin (1943)
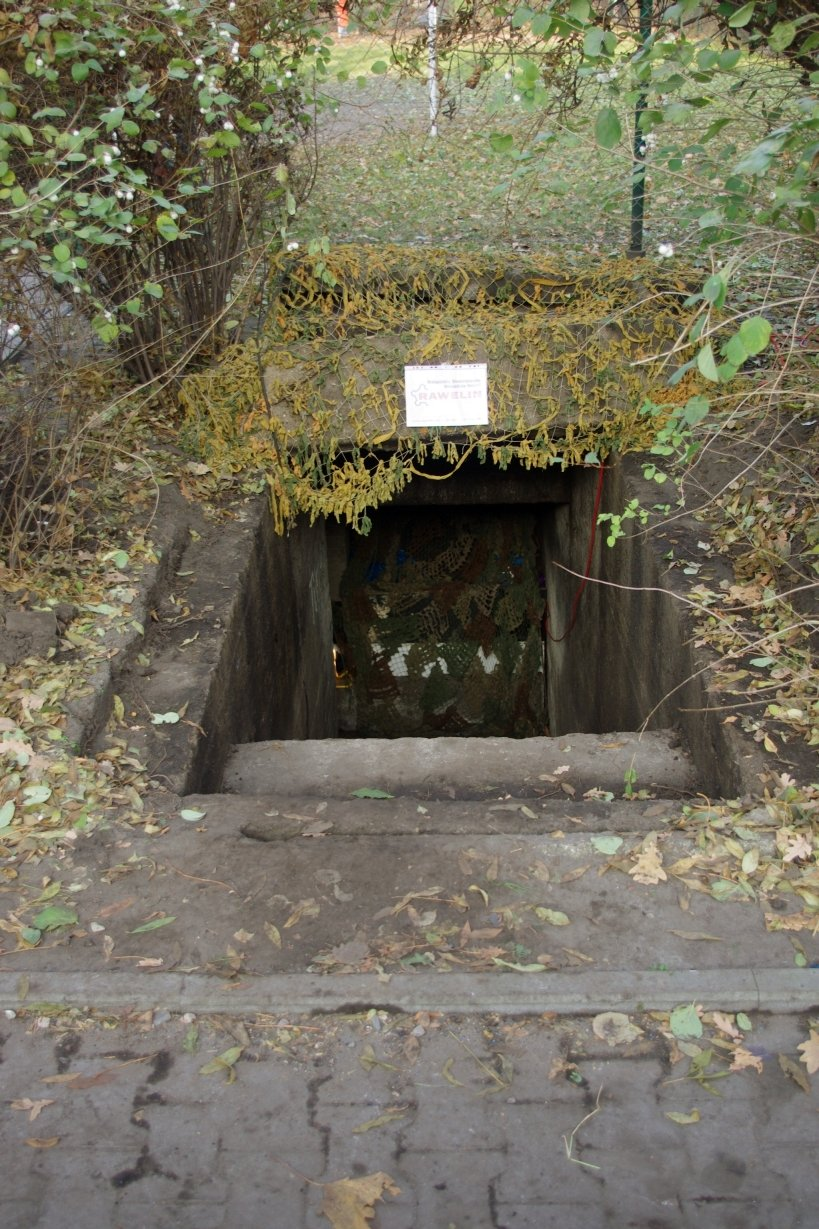
Eingang eines Deckungs-grabens in Krakau (2011)
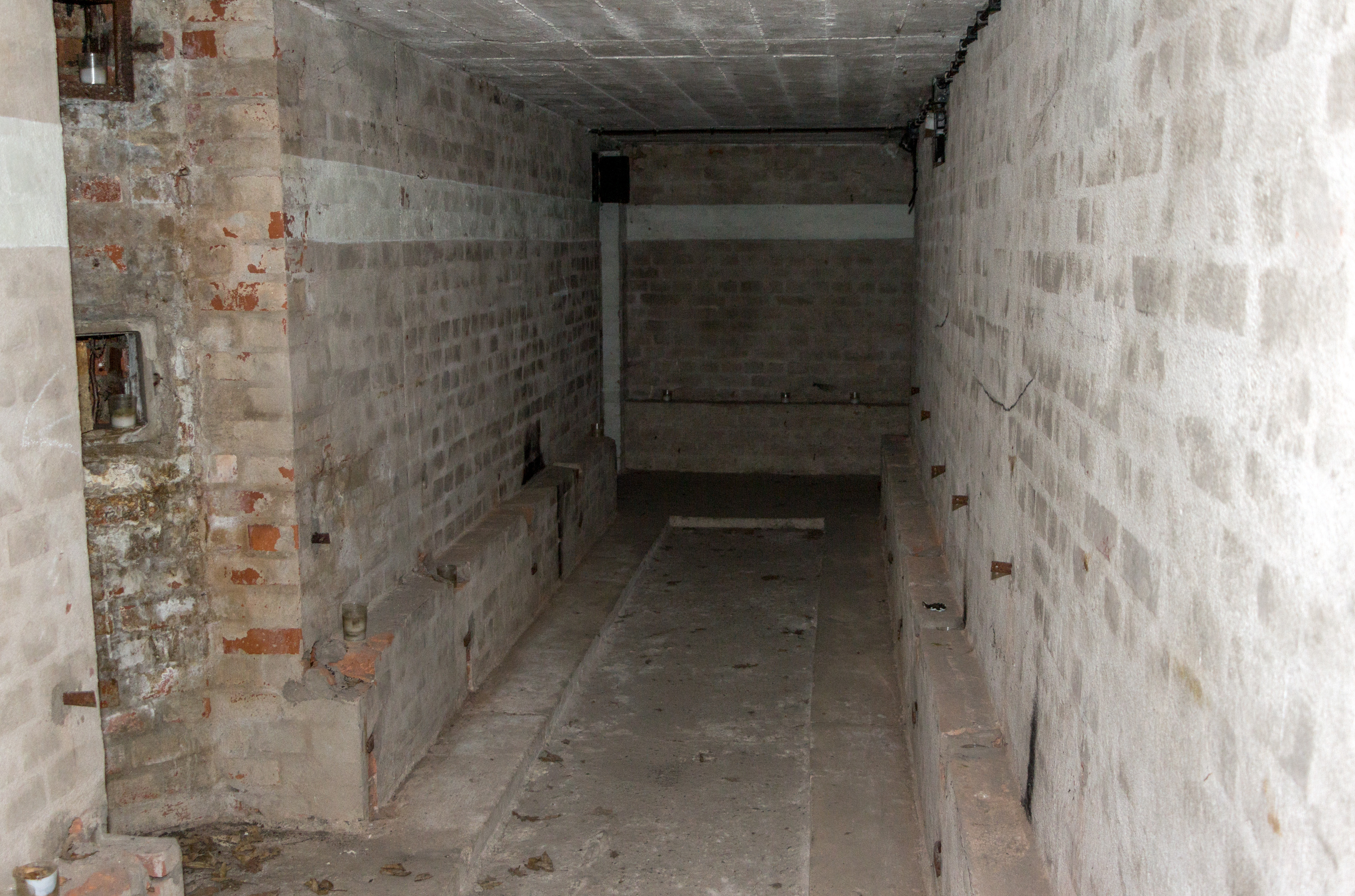
Innenansicht eines Deckungsgraben in Nürnberg